# Selva di Fasano
Selva di Fasano (Sèlve de Fasciòne in dialetto fasanese) è una frazione del Comune di Fasano (BR),  a circa 5 km dal Comune di appartenenza e a circa 62 km dal Capoluogo di Provincia. La quota naturale della Selva di Fasano è di 400-420 metri di altezza sul livello del mare, altitudine massima della provincia di Brindisi.
I suoi pendii verso la costa sono rivestiti da flora naturale mediterranea, costituita nella parte boschiva da querce, lecci, pini, cipressi e cedri. Una volta giunti in alto addentrandoci verso l’entroterra, questa diminuisce via via per essere sostituita dalla coltivazione di alberi ad alto fusto tipici delle pianure centro-europee quali abeti e pioppi, e da frutta, in particolare ciliegi, peri e noci; da segnalare è anche la presenza di numerosi alberi di nocciole e castagne, piante uniche nel loro genere se si pensa alla quasi impossibile adattabilità di talune rispetto al medio habitat regionale. Salvaguardata da un clima temperato, e da un'aria particolarmente salubre, la Selva di Fasano si affaccia sul territorio dei trulli e delle grotte, offrendo numerose vedute panoramiche e quiete a chi voglia percorrerne a piedi i viali alberati.
Nella stagione invernale, come accade in tutta la zona e/o sub regione cosiddetta della Pre - Murgia pugliese, le precipitazioni possono assumere carattere nevoso, che imbiancano la superficie dei numerosi trulli e degli alberi di alto fusto.

## Storia
Il nome Selva trae origine dalla natura del territorio che fino al XVI secolo si presentava con una fitta vegetazione e adibito al pascolo. Anticamente ci si riferiva alla Selva per indicare tutto l'altopiano delle Murge che si elevava dalla piana detta Marina; presto le crescenti dispute territoriali tra le città e il loro rapporto con il potere centrale resero necessario un accordo: nel 1566 il Viceré Pedro Afàn de Ribera decise di dividere ufficialmente l'intero territorio tra i comuni di Castellana, Cisternino, Locorotondo, Martina Franca, Monopoli e Fasano, ma tra questi ultimi due continueranno le dispute che dureranno fino alla fine del XVIII secolo quando Giuseppe Bonaparte abolì i diritti feudali in tutto il Regno di Napoli.
La Selva di Fasano viene colonizzata da pastori e contadini e presto diventa luogo di villeggiatura, infatti durante i mesi estivi tutta la zona viene popolata dagli abitanti di Fasano che lasciano la città troppo calda. Trulli, casine ed eleganti ville sono le costruzioni presenti.

## Luoghi ed eventi d'interesse
Di particolare rilievo architettonico è la Chiesetta Madonna del Carmelo e Trullo del Signore a forma di grande trullo su Viale Toledo, inaugurata il 2 agosto 1974, e, sullo stesso Viale, la Casina Municipale, sede di mostre,  eventi culturali e incontri per la consegna di premi letterari, soprattutto durante l'estate; tra queste vi è la mostra dell'artigianato fasanese, che si svolge, da poco meno di sessant'anni (tranne che un breve periodo di interruzione), durante il mese di agosto e della durata di poco meno di un mese.
Presso la Casina Municipale di Selva di Fasano, in passato frequentata da grandi nomi della musica leggera e dello spettacolo (Mina, Ornella Vanoni, Albano, Lara Saint Paul, Fausto Papetti,  Michele, Caterina Caselli, Johnny Dorelli, Lucio Battisti, Peppino Di Capri,  Massimo Ranieri, Mia Martini, Patti Pravo, Aba Cercato, Renzo Arbore,  Alighiero Noschese, ecc.),  durante l'estate vengono organizzate numerose serate danzanti e di spettacolo.
Il 6 agosto, in Viale San Donato di Selva di Fasano, si svolge la tradizionale festa religiosa in onore del medesimo Santo, con luminarie e bancarelle, in occasione della quale la Santa Messa è celebrata in una chiesetta realizzata in una grotta carsica (Grotta di San Donato), posta nelle immediate vicinanze del Viale, dal quale si può apprezzare il panorama costituito da terreni costellati di alberi di ulivo, dalla città di Fasano vista dall'alto, e dallo sfondo del mare Adriatico.
In via Della Salita della Selva di Fasano esiste il Parco Botanico San Donato (Santo Patrono che viene festeggiato il 6 agosto presso la chiesa rupestre), posto a monte della omonima gravina, presso il quale si giunge seguendo le indicazioni del SIT – Sistema Informatico Territoriale; si tratta di un'area verde nella quale vi sono tutte le essenze tipiche della macchia mediterranea.
La frazione collinare è inoltre sede del Centro intelligence interforze delle Forze armate italiane.

### Il Minareto
Realizzato nel 1918 da Damaso Bianchi, pittore fasanese, un minareto simile a molti minareti dei paesi musulmani, con il caratteristico balconcino dal quale, cinque volte al giorno, si leva il canto del muèzzin, che modula le 'sure' che, dal Corano, predicano l'insegnamento del Profeta. 
Ora il parco è un contenitore culturale per convegni, conferenze, mostre d'arte e concerti di proprietà della Regione Puglia, ma affidato al Comune di Fasano.

## Sport
Dal 1946 vi si svolge la cronoscalata automobilistica in salita Fasano-Selva. Il tracciato è una delle tappe dell'ex Campionato Italiano Velocità Montagna (CIVM), dal 2024 Super Salita.
La località ha una radicata tradizione tennistica: presso i tre campi da tennis comunali, di cui uno coperto, ubicati alle spalle della Casina municipale, gestiti dal locale Tennis Club. Si disputa da circa cinquant'anni un torneo di rilievo nazionale, e, nel mese di agosto, da oltre cinquanta anni, un torneo amatoriale di doppio, denominato "Torneo Giallo dell'Amicizia", contraddistinto dall’assenza di un giudice e dall’abbinamento completamente casuale degli atleti partecipanti di ciascuna coppia.